# Euphorbia elliotii
Euphorbia elliotii es una especie fanerógama perteneciente a la familia de las euforbiáceas. 

## Distribución
Es endémica de Madagascar en la Provincia de Toliara. Natural de los bosques s encuentran en zonas de arbustos y bosques con suelo de arena, zonas costeras y las zonas húmedas.

## Descripción
Es un arbusto o pequeño árbol que se encuentra en los bosques húmedos a una altitud de  0-499 metros.

## Taxonomía
Euphorbia elliotii fue descrita por Jacques Désiré Leandri y publicado en Notulae Systematicae. Herbier du Museum de Paris 12: 74–75. 1945.
Etimología
Euphorbia: nombre genérico que deriva del médico griego del rey Juba II de Mauritania (52 a 50 a. C. - 23), Euphorbus, en su honor – o en alusión a su gran vientre –  ya que usaba médicamente Euphorbia resinifera. En 1753 Carlos Linneo asignó el nombre a todo el género.
elliotii: epíteto otorgado en honor del botánico Stephen Elliott.